# Love Sweat
Love Sweat je dvacáté druhé studiové album nizozemské hardrockové skupiny Golden Earring, vydané v roce 1995 společností Columbia Records. Album obsahuje coververze například od skupin The Animals, The Beach Boys, The Beatles a The Youngbloods. Spolu se skupinou jej produkoval John Sonneveld. První reedice na gramofonové desce se dočkalo až v roce 2018. V nizozemské hitparádě se umístilo na sedmnácté příčce.

## Seznam skladeb
| Pořadí         | Název                | Autor                                                                | Délka |
| -------------- | -------------------- | -------------------------------------------------------------------- | ----- |
| 1.             | When I Was Young     | Vic Briggs, Eric Burdon, Barry Jenkins, Danny McCulloch, John Weider | 3:10  |
| 2.             | Darkness, Darkness   | Jesse Colin Young                                                    | 3:54  |
| 3.             | Gotta See Jane       | Eddie Holland, Ron Miller, R. Dean Taylor                            | 3:15  |
| 4.             | My Little Red Book   | Burt Bacharach, Hal David                                            | 2:50  |
| 5.             | Sail on Sailor       | Brian Wilson, Van Dyke Parks, Tandyn Almer, Ray Kennedy, Jack Rieley | 3:19  |
| 6.             | Motorbikin'          | Chris Spedding                                                       | 2:55  |
| 7.             | I'll Be Back         | John Lennon, Paul McCartney                                          | 3:37  |
| 8.             | This Wheel's on Fire | Rick Danko, Bob Dylan                                                | 4:02  |
| 9.             | Ballad of a Thin Man | Bob Dylan                                                            | 5:07  |
| 10.            | Collage              | Patrick Cullie, Joe Walsh                                            | 3:36  |
| 11.            | Move Over            | Janis Joplin                                                         | 3:36  |
| 12.            | Who Do You Love?     | Ellas McDaniel                                                       | 5:35  |
| 13.            | Turn the Page        | Bob Seger                                                            | 3:10  |
| Celková délka: | Celková délka:       | Celková délka:                                                       | 48:47 |

## Sestava

### Golden Earring
- Rinus Gerritsen – baskytara
- Barry Hay – kytara, zpěv
- George Kooymans – kytara, zpěv
- Cesar Zuiderwijk – bicí, perkuse

### Ostatní
- Robert Jan Stips – aranžmá
- V. D. Zalm – housle
- René Meeuws – niněra